# Petäjävesi järnvägsstation
Petäjävesi järnvägsstation är en järnvägsstation i Petäjävesi kommun i Finland, längs Haapamäki–Jyväskylä-banan. Alla regionaltåg mellan Seinäjoki och Jyväskylä och stannar vid stationen.
Stationen öppnades år 1897, och stationsbyggnaden ritades av Bruno Granholm.